# Ateneo el Mecánico

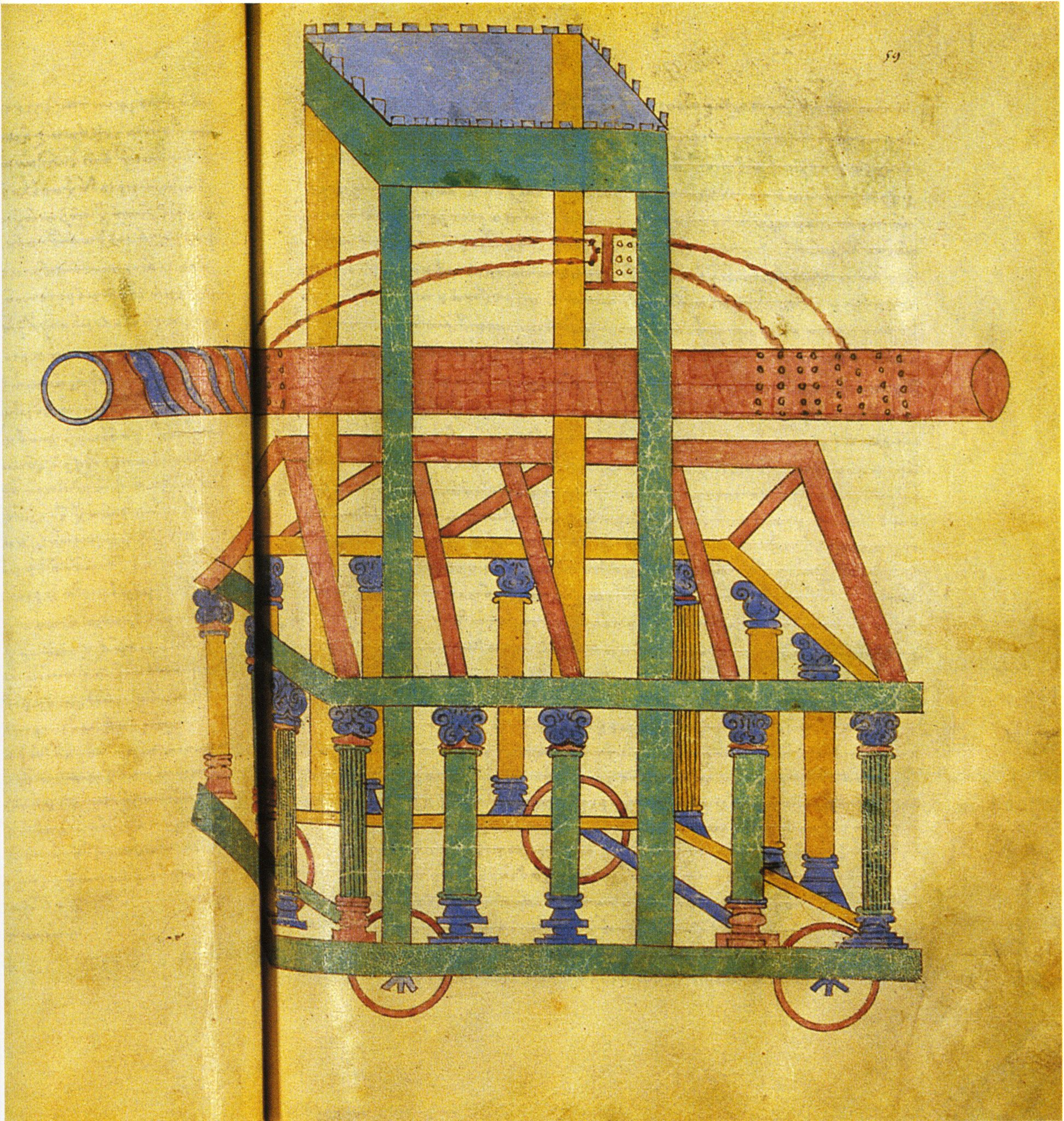
Obra del mecánico ateneo

Ateneo, conocido como el Mecánico, fue un escritor e ingeniero griego del siglo II a. C., contemporáneo de Arquímedes, que escribió un extenso tratado sobre máquinas de guerra: Sobre las máquinas (Περὶ Μηχανημάτων).
Probablemente se trate del mismo Ateneo de Cícico que menciona Proclo en Euclides 19, y al que considera un distinguido matemático.